# Il vizio della speranza
Pour plus de détails, voir Fiche technique et Distribution.
Il vizio della speranza est un film italien réalisé par Edoardo De Angelis sorti en 2018. Il a été projeté au Contemporary World Cinema lors du Festival international du film de Toronto 2018.
Le film, tourné à Castel Volturno, a été présenté en avant première au Festival international du film de Rome 2018 le « Premio del pubblico BNL » et est sorti en salles en Italie le 22 novembre 2018.

## Synopsis
Maria (Pina Turco) est une jeune femme ordinaire sans projets et vivant au jour le jour. Elle s'occupe de sa mère et est au service d'une dame couverte de bijoux. Courageuse et humaine, Maria, dans un milieu insalubre, transporte prostituées, femmes enceintes, de l'autre côté de la rivière. Sa vie ressemble à un purgatoire, chaque instant est infiniment long, mais Maria résiste jusqu'au moment où une récompense viendra.

## Fiche technique
- Titre original : Il vizio della speranza
- Réalisation : Edoardo De Angelis
- Scénario : Edoardo De Angelis, Umberto Contarello
- Producteurs : Attilio De Razza, Pierpaolo Verga, Edoardo De Angelis
- Producteur exécutif : Linda Vianello
- Maison de production : Tramp Ltd., O' Groove en collaboration Medusa Film
- Distribution : (Italie) Medusa Film
- Photographie : Ferran Paredes Rubio
- Montage : Chiara Griziotti
- Musique : Enzo Avitabile
- Photographie : Carmine Guarino
- Durée : 90 min
- Genre : dramatique
- Langue : italien, napolitain
- Pays : Italie
- Dates de sortie :
  -  Canada : 6 septembre 2018 (Festival international du film de Toronto 2018)
  -  Italie : 22 novembre 2018

## Distribution
- Pina Turco : Maria
- Massimiliano Rossi : Pengue
- Marina Confalone : Zi Mari
- Cristina Donadio (it) : Alba
- Marcello Romolo : le docteur

## Distinctions

### Récompenses
- Festival international du film de Rome 2018
  - Premio del pubblico BNL[5]
- Festival international du film de Tokyo 2018[6]
  - Meilleur réalisateur : Edoardo De Angelis
  - Meilleure actrice : Pina Turco
- Festival du film italien de Villerupt 2018 : Amilcar du jury des exploitants.
- David di Donatello 2019 : David di Donatello de la meilleure actrice dans un second rôle pour Marina Confalone

### Sélections
- Festival international du film de Toronto 2018 : sélection en section Contemporary World Cinema.
- Festival du cinéma méditerranéen de Montpellier 2018 : sélection en compétition.